# Carmina Burana
Cármĭna Burána (Кармина Бурана), также известен как Codex Buranus (Кодекс Буранус) — иллюминированный манускрипт, представляющий собой сборник средневековых стихотворений и песен XI-XIII веков. В настоящее время хранится в Баварской национальной библиотеке в Мюнхене. Название манускрипта на латыни означает «Песни Бойерна» (средневековый монастырь Бойерн, ныне в Бенедиктбойерне, Бавария, в библиотеке которого рукопись была найдена в 1803 году).

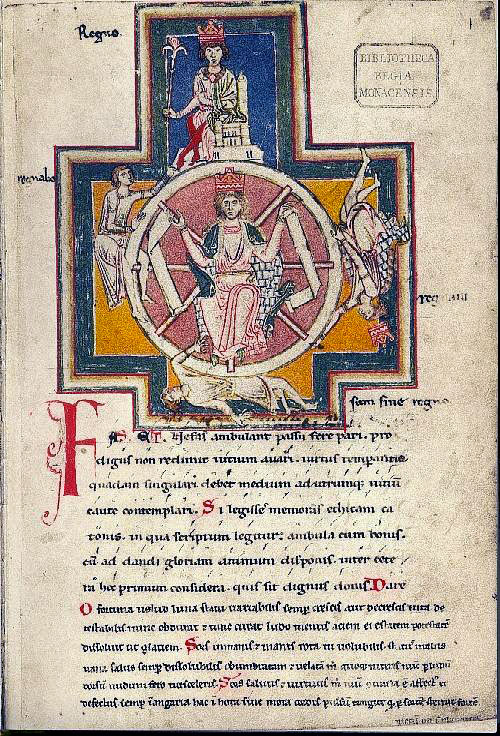
«Колесо фортуны» — одна из миниатюр рукописи Carmina Burana

Рукопись впервые опубликована в 1847 году И. А. Шмеллером, который и дал сборнику название Carmina Burana. Получила широкую известность после выхода кантаты немецкого композитора Карла Орфа «Carmina Burana» в 1937 году.

## Описание
Это крупнейший известный сборник поэзии вагантов, или голиардов, — средневековых странствующих поэтов. Составлен в Южной Германии в XIII веке, насчитывает 315 текстов различного объёма. Около 40 стихотворений сборника снабжены адиастематическими невмами, не поддающимися уверенной расшифровке.
Большинство стихотворений — на латинском языке, некоторые на диалекте средненемецкого, со вставками старофранцузского. В то время латинский был языком межнационального общения для путешествующих школяров, университетов и теологов во всей Западной Европе, однако распространение успели получить уже и аналогичные стихи на национальных языках, а также макароническая поэзия, где чередуются латинские и немецкие (старофранцузские) строчки. Некоторые песни сборника идентифицированы как произведения известных поэтов, среди которых Филипп Канцлер, Вальтер Шатильонский, Пьер де Блуа, а также аноним, вошедший в историю как Архипиита Кёльнский.
Состав сборника:
- Песни назидательные и сатирические (Carmina moralia et satirica)
- Песни любовные (Carmina amatoria)
- Песни застольные (Carmina potoria, букв. Песни во время выпивки; шуточное «Богослужение игроков»)
- Театрализованные паралитургические представления (Ludi, букв. «игры»)
- Дополнения (Supplementum; песни на немецком языке; литургические драмы и др.)

Тексты ещё одной части (Carmina ecclesiastica, церковные песни) не сохранились.

## Рецепция
В 1935 году немецкий композитор Карл Орф использовал 24 стихотворения сборника в кантате «Carmina Burana». На музыку Орфа был поставлен одноимённый балет Имперского Русского Балета (режиссёр Гедиминас Таранда, хореограф Мурдмаа Май-Эстер).
На стихи Carmina Burana написано много неакадемической музыки, особенно в группах фолк и фолк-метал направления (Corvus Corax, Saltatio Mortis, Djembe, Drolls, Wolfmare, In Extremo, Tanzwut, Therion, Folk Stone, Faun), а также в рок-направлениях Ray Manzarek (The Doors). Особую популярность у этих коллективов приобрели песни «In taberna» и «O Fortuna», не менее излюбленной композицией стала «Tempus est iocundum» (по первым строкам), благодаря многочисленным вариациям более известная как «Totus Floreo». Стихотворение «Во французской стороне…» (лат. Hospita in Gallia, в вольном переводе Л. В. Гинзбурга) легло в основу популярной песни «Из вагантов» советского композитора Давида Тухманова.

## Издания и переводы
- Carmina burana: Texte und Übersetzungen mit den Miniaturen aus der Handschrift und einem Aufsatz von Peter und Dorothee Diemer, hrsg. v. Benedikt K. Vollmann. Frankfurt-am-Main: Deutscher Klassiker Verlag, 1987 (= Bibliothek des Mittelalters 13).
- Carmina Burana / ed. and trans. by D. A. Traill. 2 vls. Cambridge: Harvard University Press, 2018. xxix, 567; 794.
- На русский язык многие стихотворения из «Carmina Burana» переводились С. С. Аверинцевым, М. Л. Гаспаровым, Л. В. Гинзбургом, Ф. А. Петровским, О. Б. Румером, Б. И. Ярхо и другими авторами. Представительные подборки этих переводов помещены в сборниках:
- Поэзия трубадуров. Поэзия миннезингеров. Поэзия вагантов / Вступ. статья Б. И. Пуришева; примеч. Р. А. Фридман и др. (Библиотека всемирной литературы. Серия первая. Т. 23). М.: Художественная литература, 1974.
- Поэзия вагантов / Изд. подг. М. Л. Гаспаров (Литературные памятники). М: Наука, 1975.